# Mizutani Takuma
Takuma Mizutani (sinh ngày 24 tháng 4 năm 1996) là một cầu thủ bóng đá người Nhật Bản.

## Sự nghiệp câu lạc bộ
Takuma Mizutani đã từng chơi cho Shimizu S-Pulse và FC Imabari.